# Sárvár
Sárvár (en alemán: Kotenburg  o Rotenturm an der Raab; en latín: Bassiana ; en esloveno: Mala Sela) es una ciudad en el condado de Vas, Hungría .
Sárvár se encuentra a orillas del río Raab en Kemeneshát. La población alcanza los casi 16.000 habitantes. La ciudad se ha convertido en una atracción turística.

## Etimología
Sár significa "barro" en húngaro y vár significa "castillo". Esta última es una terminación común para los nombres de asentamientos.

## Historia
Durante la Segunda Guerra Mundial, Sárvár fue utilizado como centro de internamiento de los soldados polacos que habían llegado a Hungría en 1939. Posteriormente, durante la Segunda Guerra Mundial, Sárvár fue utilizado como campo de concentración para el internamiento de miles de familias serbias expulsadas por soldados húngaros de sus hogares en el norte de Serbia en 1941. En la actualidad existe un monumento y un cementerio para cientos de serbios que murieron en el campo de concentración de Sárvár.

### Castillo

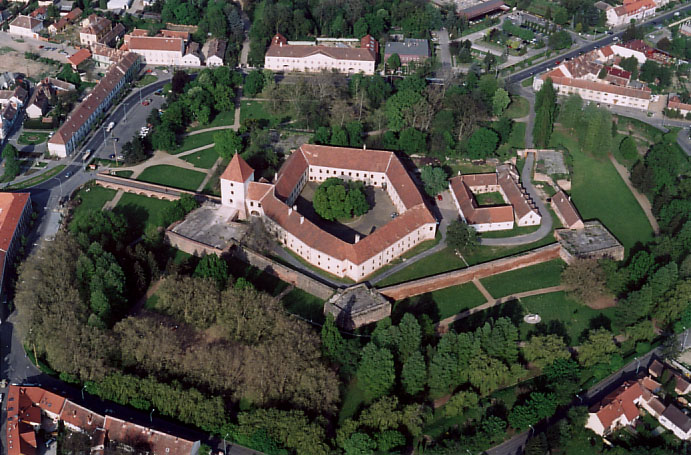
Vista aérea del castillo

A través de la familia Nádasdy, el castillo de Sárvár, ahora llamado Castillo Nádasdy, jugó un papel importante en el progreso de la cultura húngara en los siglos XVI y XVII. Aquí se imprimió el primer libro húngaro, el Nuevo Testamento de 1541. La sala de los caballeros del castillo está decorada con escenas de batalla del presidente del Tribunal Supremo Ferenc Nádasdy (casado con la famosa Elizabeth Báthory) y con escenas del Antiguo Testamento.
El castillo y la finca de Nádasdy pasaron a ser propiedad de los reyes de Baviera. En este lugar murió el ex rey Luis III en 1921, tres años después de su destronamiento.  El príncipe Francisco de Baviera, último propietario, fue expropiado en 1945. Era hijo de Luis III. El nieto de Luis, el príncipe Alberto de Baviera, vivió exiliado en Budapest entre 1939 y 1944 y visitó ocasionalmente a su tío Francisco con su familia antes de que fueran arrestados por la Gestapo y deportados a campos de concentración en Alemania. El príncipe Francisco había fundado aquí una ganadería y, cuando huyó, se llevó sus caballos al castillo de Leutstetten, en Baviera. Muchos de los empleados de la finca también huyeron allí.

## Personas destacadas
- Luis III de Baviera
- Péter Balassa, futbolista
- Alice Lok Cahana, artista y sobreviviente del Holocausto
- Edward Eisner, físico y profesor
- József Vass, político
- József Vida, lanzador de martillo
- Takács de Saár, familia noble
- Zoltán Stieber, futbolista

## Ciudades hermanas
Sárvár está hermanada con: 
- Seini, Rumania
- Sonntagberg, Austria
- Steinheim an der Murr, Alemania
- Uherské Hradiště, República Checa